# Wola Kątecka
Wola Kątecka – wieś w Polsce położona w województwie lubelskim, w powiecie biłgorajskim, w gminie Frampol.
W latach 1975–1998 miejscowość administracyjnie należała do województwa zamojskiego. 
Wieś jest sołectwem w gminie Frampol. Według Narodowego Spisu Powszechnego z roku 2011 wieś liczyła 141 mieszkańców i była najmniejszą miejscowością gminy Frampol.
Wierni Kościoła rzymskokatolickiego należą do parafii  św. Jana Nepomucena i Matki Bożej Szkaplerznej we Frampolu.

## Historia
Wieś powstała jako wolnizna do lokowanej wsi Kąty. W wieku XIX Kąty wraz z Wolą Kątecka tworzą dobra Kąty co potwierdza zapis Towarzystwa Kredytowego Ziemskiego z roku 1883. Wola Kątecka posiadała wówczas 17 osad z gruntem 318 mórg.